# Joplin (Misuri)
Joplin es una en la a que ocurrió un súper tornado el 22 de mayo de 2011. ciudad ubicada entre los condados de Jasper, al norte y Newton, al sur. En el estado estadounidense de Misuri. En el Censo de 2010 tenía una población de 50150 habitantes (población estimada en el 2017 52,288) y una densidad poblacional de 542.67 personas por km².

## Geografía
Joplin dispone de una superficie total de 92.41 km², de la cual 92.1 km² corresponden a tierra firme y (0.34%) 0.32 km² es agua.

## Demografía
Según el censo de 2010, había 50150 personas residiendo en Joplin. La densidad de población era de 542,67 hab./km². De los 50150 habitantes, Joplin estaba compuesto por el 87.65% blancos, el 3.3% eran afroamericanos, el 1.82% eran amerindios, el 1.6% eran asiáticos, el 0.31% eran isleños del Pacífico, el 1.74% eran de otras razas y el 3.59% pertenecían a dos o más razas. Del total de la población el 4.47% eran hispanos o latinos de cualquier raza.
El área metropolitana tiene 210,077 habitantes, siendo Joplin la principal ciudad del área metropolitana que consta de  dos condados en Misuri (jasper y newton)y uno en Oklahoma (Ottawa)